# Russell Martin (Fußballspieler)
Russell Kenneth Alexander Martin (* 4. Januar 1986 in Brighton) ist ein in England geborener ehemaliger schottischer Fußballspieler und aktueller -trainer. Er ist derzeit Cheftrainer der Glasgow Rangers.

## Spielerkarriere

### Wycombe Wanderers (2004–2008)
Der aus der Jugend seines Heimatvereins Woodingdean Youth FC stammende Russell Martin wechselte nach Zwischenstationen bei Brighton & Hove Albion und beim Amateurverein FC Lewes im Sommer 2004 zum Viertligisten Wycombe Wanderers. Nach sieben Ligaeinsätzen in seiner ersten Saison 2004/05, erspielte er sich in den folgenden drei Spielzeiten einen Stammplatz in der Abwehr. In der Saison 2007/08 erreichte Martin (44 Ligaspiele) mit seiner Mannschaft über den siebten Tabellenplatz den Einzug in die Play-offs. Dort scheiterten die Wanderers jedoch bereits im Halbfinale an Stockport County (1:1 und 0:1).

### Peterborough United (2008–2010)
Am 29. Mai 2008 wechselte der 22-jährige Abwehrspieler zu Peterborough United und unterzeichnete einen Dreijahresvertrag. Sein neuer Verein war in der Vorsaison als Vizemeister in die dritte Liga aufgestiegen und startete damit 2008/09 in der Football League One. Im Verlauf der Hinrunde wurde Martin von Trainer Darren Ferguson zum Mannschaftskapitän berufen. Der alle sechsundvierzig Ligaspiele bestreitende Martin gewann mit dem Aufsteiger am Saisonende die Vizemeisterschaft und erreichte damit den direkten Durchmarsch in die zweite Liga. Nach der Entlassung von Trainer Ferguson im November 2009, verließ Martin Wycombe nach zehn Spielen in der Football League Championship 2009/10 und wechselte auf Leihbasis zu Norwich City.

### Norwich City (2010–2018)
Nach Ablauf der Leihfrist verpflichtete Norwich Russell Martin an seinem vierundzwanzigsten Geburtstag auf fester Vertragsbasis. Die von Paul Lambert trainierte Mannschaft gewann am Saisonende 2009/10 die Meisterschaft in der dritten Liga. Auch in der Football League Championship 2010/11 kam der Aufsteiger gut zurecht und erreichte mit der Vizemeisterschaft hinter den Queens Park Rangers den Aufstieg in die Premier League. In seinen neun Jahren in Norwich kam er auf 284 Ligaspiele, in denen er 16 Tore erzielte. Im Januar 2018 wurde Martin für sechs Monate an den schottischen Rekordmeister verliehen. Ende August 2018 wurde sein Vertrag bei Norwich aufgelöst, nachdem er in den Plänen von Trainer Daniel Farke keine Rolle mehr spielte.

### Milton Keynes Dons (2019)
Es folgte ab Oktober 2018 ein kurzer Aufenthalt beim FC Walsall, wo er unter seinem früheren Mitspieler Dean Keates als player-coach auch zum Trainerstab gehörte, den Klub aber bereits im Januar 2019 aus „familiären Gründen“ wieder verließ. Wenig später schloss er sich den Milton Keynes Dons an, mit denen er am Ende der Saison 2018/19 als Tabellendritter der Aufstieg in die Football League One gelang. 

### Schottische Nationalmannschaft
Im Mai 2011 wurde der Sohn eines Schotten von Craig Levein für die schottische Nationalmannschaft nominiert. Am 25. Mai 2011 bestritt er beim 1:1 im Freundschaftsspiel gegen Wales sein erstes Länderspiel.

## Trainerkarriere
Nachdem der bisherige Trainer Paul Tisdale von Milton Keynes Dons Anfang November 2019 entlassen wurde, weil der Klub sich eine Spielklasse höher nach 16 Spieltagen auf einem Abstiegsplatz befand, wurde Martin wenig später zum neuen Cheftrainer ernannt. Nachdem Martin den Klub 2019/20 und 2020/21 jeweils zum Klassenerhalt geführt hatte, löste der Zweitligist Swansea City gegen eine Zahlung von 400.000 Pfund Martin aus seinem Vertrag und stattete ihn mit einem Dreijahresvertrag aus. Im Sommer 2023 verließ er Swansea und unterzeichnete einen Dreijahresvertrag beim Erstligaabsteiger FC Southampton. Martin schaffte mit Southampton im Mai 2024 durch einen 1:0-Sieg über Leeds United im Aufstiegs-Play-off-Finale im Wembley-Stadion die Rückkehr in die Premier League. Dort gelang in 16 Ligaspielen lediglich ein Sieg. Im Dezember 2024 wurde er nach einer 0:5-Niederlage gegen Tottenham Hotspur auf dem letzten Tabellenplatz liegend entlassen.
Martin wurde im Juni 2025 zum neuen Cheftrainer der Glasgow Rangers ernannt, für die er bereits als Spieler aktiv war.